# Sura församling
Sura församling var en församling som utgjorde ett eget pastorat i Södra Västmanlands kontrakt i Västerås stift i Svenska kyrkan. Församlingen låg i Surahammars kommun i Västmanlands län. Församlingen uppgick 2014 i Sura-Ramnäs församling.

## Administrativ historik
Sura församling har medeltida ursprung. Församlingen var till 1 maj 1920 annexförsamling i pastoratet Ramnäs och Sura, för att därefter till 2014 utgöra ett eget pastorat.
Församlingen uppgick 2014 i Sura-Ramnäs församling.

## Organister
| Verksam   | Namn                        | Levnadstid | Övrigt  |
| --------- | --------------------------- | ---------- | ------- |
| 1850-1881 | Johan Erik Korsgren         | 1822-      |         |
| 1881-1896 | Sven Adolf Fredrik Karlsson | 1854-      |         |
| 1899-1907 | Oskar Hallin                | 1869-      |         |
| 1908-1931 | Sigurd Knut Frösell         | 1871-1943  |         |
| 1932-1954 | Sven E. Haake               | 1908-      |         |
| 1954      | Lars Gustaf Nyström         | 1928-      |         |
| 1956-     | Thore Elof Björn            | 1922-      |         |
| 1964      | –                           | –          | Vakant. |

## Kyrkor
- Sura kyrka